# 小白玉梅
小白玉梅（1921年4月8日—2004年4月13日），出生于上海，原名朱巧凤。越剧女演员，中国国家一级演员，擅长旦角，为女子越剧早期重要演员，素有“金嗓子”之称。其父白玉梅，系越剧男班时期“四大名旦”之一。2004年4月13日，因脑溢血去世。代表作有越剧《盘夫索夫》(饰演严兰贞)、《碧玉簪》(饰演李秀英)、《陈三两》(饰演陈三两)、《箍桶记》(饰演九斤姑娘)等。